# Капаррос, Эдгар
Эдгар Капаррос (исп. Edgar Caparrós; род. 19 марта 1997 года) — испанский футболист, полузащитник.

## Биография
В июле 2015 года перешёл из юношеской команды «Жироны» в молдавский клуб «Заря» Бельцы, но уже через месяц оказался в словацкой команде «Тренчин» U-19. Через год перешёл в грузинский клуб «Зугдиди», за который провёл два матча в чемпионате; через месяц покинул команду. С августа по ноябрь 2017 года в составе украинского клуба «Верес».